# 虎丸城
虎丸城（とらまるじょう）は、香川県東かがわ市水主、与田山の虎丸山にあった日本の城。

## 歴史
築城年は不明であるが、寅年に築城されたためこの名を付けたとの説がある。元亀元年（1570年）、寒川元政の代に安富盛定に奪われた。
天正10年（1582年）8月、中富川の戦いで長宗我部元親に敗れた十河存保は虎丸城に逃れた。天正12年（1584年）6月には十河城が落とされた際、一説によれば、虎丸城も陥落し、存保は大坂の羽柴秀吉（豊臣秀吉）を頼って落ち延びたというが、別の説では存保は虎丸城に拠って抗戦を続けたという（四国攻め#長宗我部氏による四国統一について）。